# Język rotokas
Język rotokas – język z postulowanej grupy wschodniopapuaskiej, używany przez blisko 12 tys. ludzi (2000) na wyspie Bougainville’a. Należy do rodziny języków północnej Bougainville.
Jego cechą charakterystyczną jest skrajnie uproszczony system fonetyczny, zawierający łącznie:
- 6 spółgłosek: /p t-s k Β R g/, gdzie:
  - B to spółgłoska dźwięczna, szczelinowa, dwuwargowa;
  - R to sonant „uderzeniowy” polegający na jednorazowym kontakcie języka z podniebieniem, taki jak w japońskim, a inny niż ‘r’ w polskim;
- 5 lub 10 samogłosek: /a e i o u/; rozbieżność rachuby wynika stąd, że nie wiadomo, czy samogłoski długie są oddzielnymi fonemami czy alofonami.

Nie wiadomo także, jaką rolę odgrywa akcent. Język ten odznacza się dużą częstością połączeń samogłosek oraz obfitością alofonów.
W wielu wsiach pozostaje preferowanym środkiem codziennej komunikacji. W powszechnym użyciu jest także tok pisin. Większość języków północnego Bougainville jest słabo opisanych, ale językowi rotokas poświęcono pewną grupę publikacji. Jest zapisywany alfabetem łacińskim.